# 祖茂 (北齐)
祖茂，北齐范阳遒县人。祖珽、祖孝隐的从父弟（堂弟）。
祖茂有辞情，但是喜欢喝酒，性情率直，不为当时所重。齐武成帝大宁年间，以经学被本乡所荐，被任命为给事，他因病推辞，不再出仕。祖珽为重臣，呼他来京，祖茂不得已，暂至邺城。想要为祖茂求官职，祖茂于是逃还乡里。